# 체코의 총리
체코 공화국의 총리(체코어: Předseda vlády České republiky)는 체코 공화국의 정부수반이다. 총리는 행정부의 사실상 수장이며 내각을 주재하고 장관을 지명한다.
총리는 대통령이 지명하고 하원 의원 과반수가 지지하는 동안에만 직을 유지한다. 때문에 원내 다수당 또는 연립정부의 대표가 맡는 것이 보통이다. 
현 총리는 시민민주당 대표 페트르 피알라다. 2021년 입법부 선거에 따라 2021년 11월 28일 밀로시 제만 대통령이 지명했다.

## 역대 총리
1. 바츨라프 클라우스 (1993년 ~ 1997년)
2. 요세프 토쇼프스키 (1997년 ~ 1998년)
3. 밀로시 제만 (1998년 ~ 2002년)
4. 블라디미르 슈피들라 (2002년 ~ 2004년)
5. 스타니슬라프 그로스 (2004년 ~ 2005년)
6. 이르지 파로우베크 (2005년 ~ 2006년)
7. 미레크 토폴라네크 (2006년 ~ 2009년)
8. 얀 피셰르 (2009년 ~ 2010년)
9. 페트르 네차스 (2010년 ~ 2013년)
10. 이르지 루스노크 (2013년 ~ 2014년)
11. 보후슬라프 소보트카 (2014년 ~ 2017년)
12. 안드레이 바비시 (2017년 ~ 2021년)
13. 페트르 피알라 (2021년 ~ )